# Nagata Tokuhon

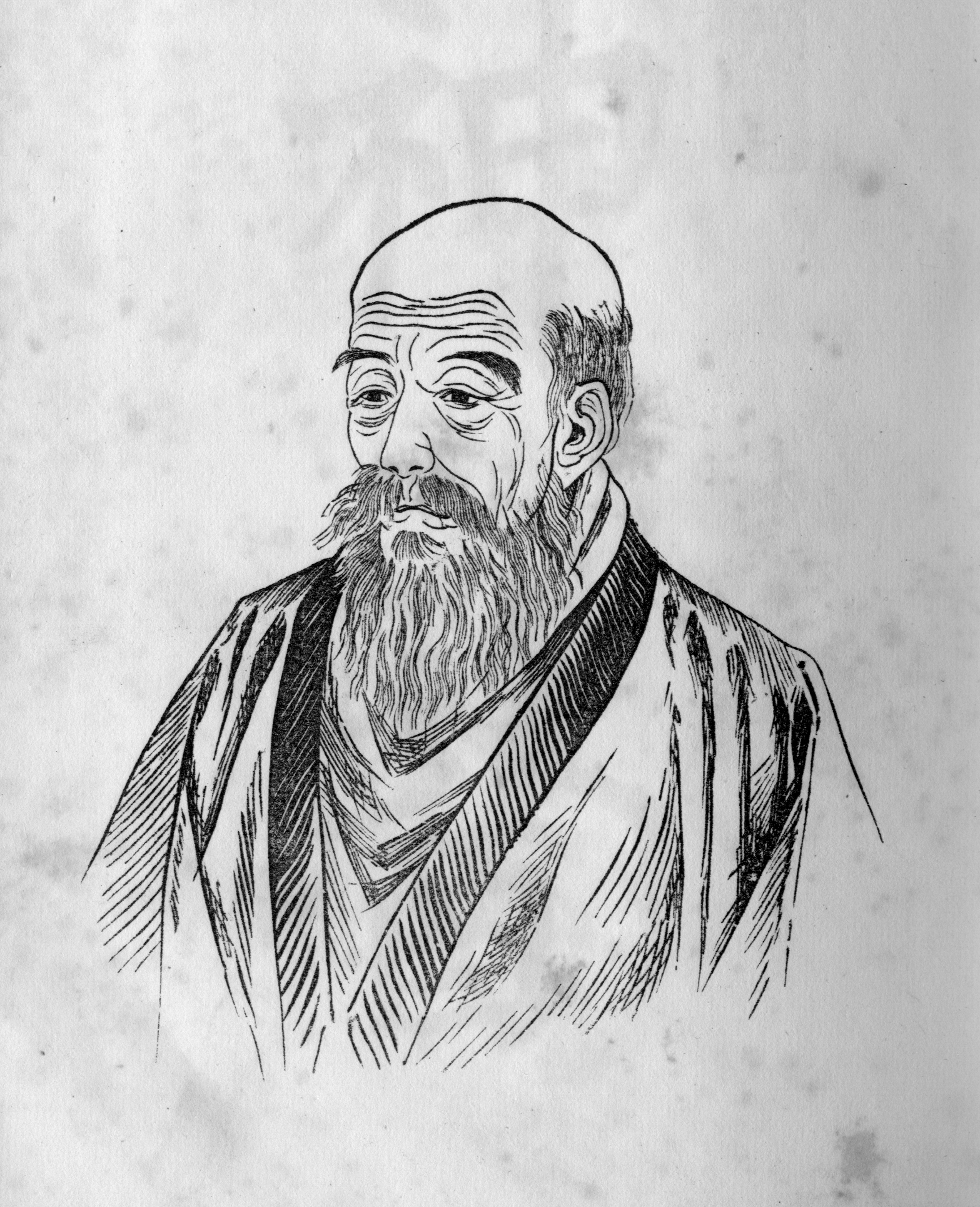
Nagata Tokuhon (aus: Isei Nagata Tokuhon-den, 1900)

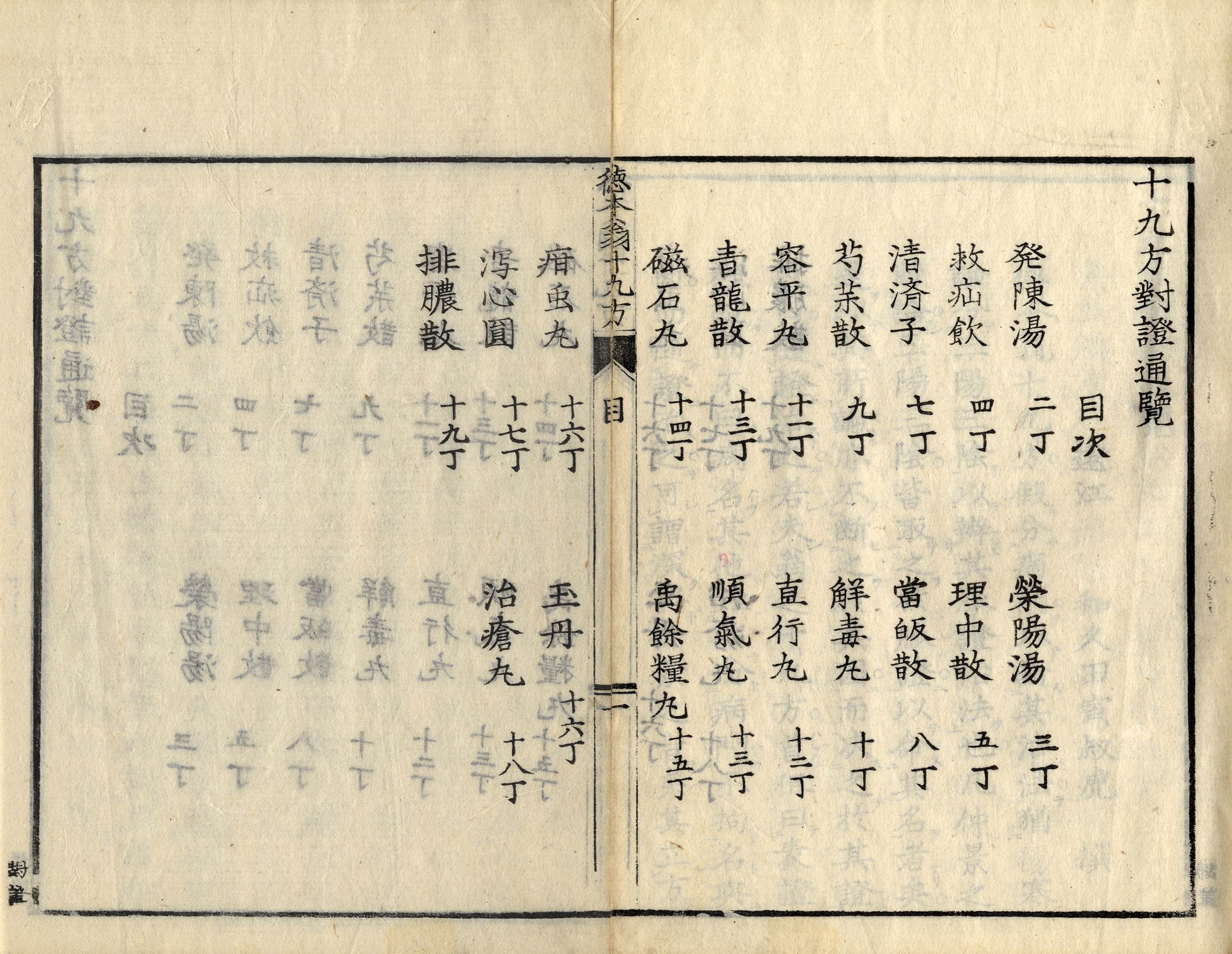
Inhaltsverzeichnis der 'Neunzehn Rezepte des Ehrwürdigen Tokuhon' (Tokuhon-ō jūkyū hō).

Nagata Tokuhon (japanisch 永田 徳本; * 1513 in Ōhama, Hekikai-gun, Provinz Mikawa (heute Hekinan, Präfektur Aichi); † 1630 in Higashihori, Suwa-gun, Provinz Shinano (heute Präfektur Nagano)) war ein japanischer Arzt, der im Zeitalter der streitenden Reiche (Sengoku-jidai) auf die Entwicklung der Medizin in Japan einen nachhaltigen Einfluss ausübte und neben Manase Dōsan und Tashiro Sanki zu den „Drei verehrungswürdigen Ärzten“ (三聖, sansei) im Umbruch zur Frühmoderne zählt.

## Leben
Nagata Tokuhon stammte aus den kleinen Ort Ōhama im heutigen Hekinan. Er ging als junger Mann zunächst nach Kajima (鹿島) in der Provinz Hitachi (heute Präfektur Ibaraki) und beschäftigte sich unter der Anleitung des Zen-Mönches Zanmu (残夢, † 1576) mit Atempraktiken (神仙吐納, Shinsen tonō). Hierauf folgten weitere medizinische Studien bei dem berühmten Gekkō Dōjin (月湖道人) und in Koga bei Tashiro Sanki. 1541 siedelte er in das Dorf Higashihori (東堀村, Higashihori-mura) im Distrikt Suwa in der Provinz Shinano (heute Präfektur Nagano) über, wo er auch heiratete. 1582 nahm er Kontakt zu Manase Dōsan auf. 1625 kurierte er den zweiten Shōgun der Tokugawa-Dynastie Hidetada von einer schweren Erkrankung. 1630 starb er hochbetagt im Dorf Higashihori.

## Ärztliches Wirken und Lehre
Der Überlieferung zufolge zog Nagata Tokuhon mit einer Kuh durchs Land, um deren Hals Beutel mit diversen Arzneimitteln baumelten, die er zu einem äußerst niedrigen Einheitspreis abgab. Das galt auch für den Shōgun Hidetada. Arme wurden kostenlos behandelt.
Nagata bildete rund fünfzig Schüler aus. Er löste sich von den chinesischen Lehren, nahm eine erneute Gruppierung der Leiden aufgrund der Symptome vor. Zwar wählte er mit einer Reihe von Abführmitteln aggressivere Methoden als es seinerzeit üblich war, doch zielten seine Therapien auf die Unterstützung der Naturkräfte (ryōnō, 良能), wobei das Einverständnis und die Unterstützung des Patienten eine entscheidende Rolle spielten.
Wie bei Manase Dōsan zeigen sich Ähnlichkeiten seiner therapeutischen Grundsätze mit Prinzipien der hippokratischen Medizin. Unter seinen Schriften fanden die „Neunzehn Rezepte des ehrwürdigen Tokuhon“ (徳本翁十九方, Tokuhon-ō jūkyū hō) eine große Verbreitung. Im „Diskurs über die Medizin“ (医之弁, I-no-ben, 1585) zeigte er den zeitgenössischen Ärzten, dass das chinesische Werk Shānghán lùn („Abhandlung über die Kälte-Krankheiten“) mit seiner Krankheitslehre und den ebenso brauchbaren Therapieverfahren eine bedenkenswerte Alternative zu Manase Dōsans Lehren bot. Dieser Ansatz wurde in der „Alten Schule“ (ko-ihō-ha, 古医方派) der Edo-Zeit aufgegriffen und weiter entwickelt.